# کیرن تریر
کِیرن تریر (به انگلیسی: CAIRN TERRIER) از نژادهای سگ‌های تریر است. این سگ سرزنده و با وفا است و می‌تواند در تمام شرایط آب و هوایی به عنوان سگ خانگی مورد بهره‌برداری قرار گیرد. این سگ‌ها کاوش و جستجو در محیط اطرافشان را دوست دارند. این سگ‌ها خیلی هوشیار و باهوش هستند و درگرفتن موش مهارت خاصی دارند. هرگز نباید مو و دم این سگ‌ها را کوتاه کرد. از نظر ویژگی‌های ظاهری شبیه روباه بوده، کوچک هستند و دارای گوش‌های تیزی می‌باشند. موی آن‌ها زبر است و پاهای آن‌ها کوتاه و دم آن‌ها نیز متوسط می‌باشد. به رنگ‌های قرمز، شنی، خاکستری، گندمگون یا متمایل به سیاه دیده می‌شوند. نقاط تیره در گوش و پوزه متداول است.
در اسکاتلند تپه‌های کوچکی از سنگ به نام توده سنگ ساخته می‌شد.
اما حیواناتی بودند که این توده سنگ‌ها را غارت می‌کردند و توله شکاری توده سنگی که شبیه توده سنگ ثابت در یکجا می‌ماند برای به دام انداختن این حیوانات به کار گرفته می‌شد و همین‌طور از این سگ‌ها برای مشخص کردن مرزسرحد و حتی یافتن قبور کمک گرفته می‌شد.